# みやぎ産業交流センター

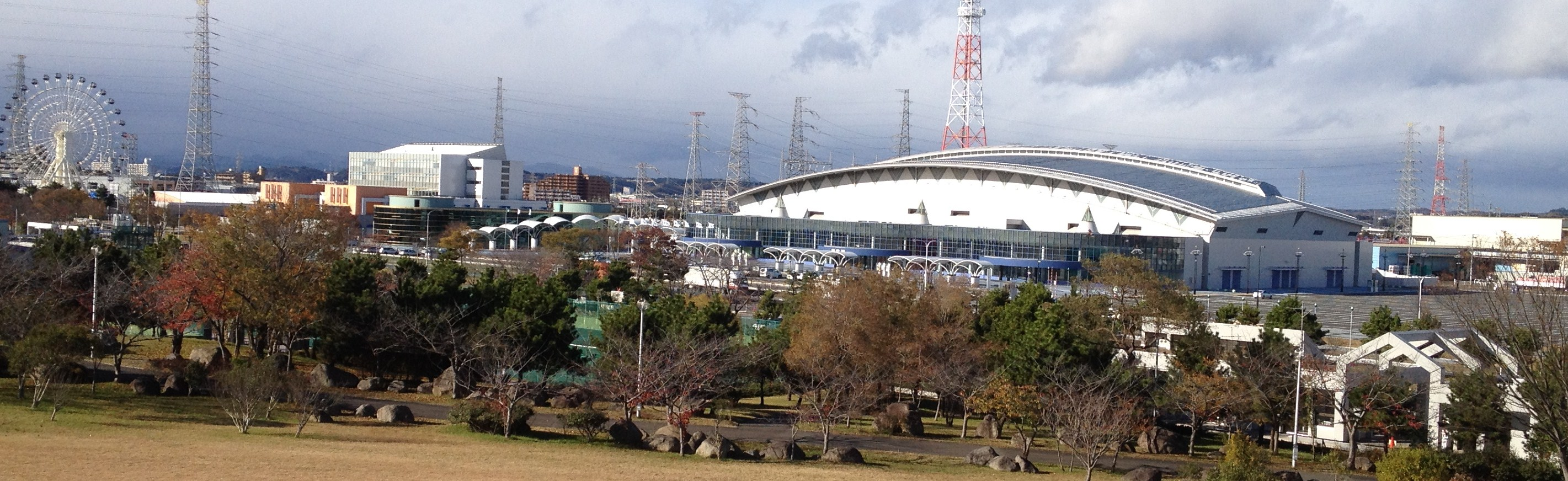
夢メッセみやぎ 本館展示場と西館（左）

みやぎ産業交流センター（みやぎさんぎょうこうりゅうセンター）とは、仙台市の仙台港にある宮城県が設置したコンベンションセンター。愛称は夢メッセみやぎ。

## 概要
宮城県が、仙台港港湾利用高度化施設の1つとして'87未来の東北博覧会（1987年（昭和62年）7月18日～9月28日）の跡地に建設し、1995年（平成7年）10月完成した。その後、夢メッセを中心に、同じ地区で第8回JAPAN EXPO「国際ゆめ交流博覧会」（1997年（平成9年）7月19日～9月30日）も開催されている。
敷地内の建造物は、面積7500m2の展示棟、および、最大504名収容の大ホールを備えた会議棟である。会議棟には3分割が可能な会議室とレストランもある。他に5,000m2の屋外展示場があり、展示棟と合わせて東北地方最大の規模を誇る。
一般的な見本市や会議の会場としての利用の他に、収容能力が高いため、ARABAKI ROCK FEST.などの音楽イベントやプロレス興行が行われたことがある。また、隔年開催の仙台モーターショーの会場ともなる。
2014年7月1日より、隣接する仙台港国際ビジネスサポートセンター（愛称：アクセル, accel）を西館としてリニューアルオープン。

## 名称
当施設の完成当時宮城県知事だった浅野史郎（在任期間：1993年（平成5年）11月21日～2005年（平成17年）11月20日）は、自身の政治団体やエッセイ・出演番組に「夢」と名付けており、「夢」は浅野の記号であった。浅野はさらに、「みやぎの福祉・夢プラン」や「みやぎ夢大使」など、宮城県の政策にも「夢」と名付けるようになり、それは宮城県の施設にも及ぶようになった。
このような浅野の意向に従う形で、みやぎ産業交流センターの愛称は「夢」と「メッセ」を組み合わせた「ゆめっせ」と決まった。しかし、1994年（平成6年）から新大阪センイシティーが「ゆめっせ」の愛称を用いていており、商標登録もされていたため、みやぎ産業交流センターの愛称として「ゆめっせ」を用いることは出来ず、「夢メッセ」に変更となった。

## 東北地方太平洋沖地震による被害
2011年3月11日、東北地方太平洋沖地震（東日本大震災）発生当時はご当地B級グルメイベント「グルメコロシアム」が開催されていたが、1日目終了前に大津波が襲い、使用不能となった。その後のイベントは全て中止となっている。
その後、改修工事を行い翌年2012年7月の「とうほく自動車フェスタ」をプレイベントとして開催し、8月1日から施設の使用を再開した。

## 交通
- 東日本旅客鉄道（JR東日本）仙台駅西口から宮城交通バス 「夢メッセみやぎ」下車
- 仙台東部道路 （塩竃・東北道 盛岡方面から）仙台港北IC、（亘理・東北道 福島方面から）仙台港IC
- JR仙石線・中野栄駅から徒歩20分程。
- イベント時にはJR多賀城駅から臨時シャトルバスが随時運行。
- ミヤコーバス荒井多賀城線「夢メッセみやぎ」[7]

## 周辺
隣接地には仙台港国際ビジネスサポートセンター（アクセル）があり、夢メッセと共に見本市や会議施設として共に用いられることもある。
- 仙台港
  - 仙台港中央公園
- 仙台港国際ビジネスサポートセンター（アクセル）
- 三井アウトレットパーク 仙台港
- キリンビール仙台工場

## エリア放送
2013年12月28日から2014年1月5日まで開催された「レゴブロックワールドSENDAI」では、入場客向けへのインフォメーションを場内のスクリーンと携帯等向けに放送するため、仙台放送によりホワイトスペースを利用するエリア放送としてフルセグ及びワンセグ放送が実施された。
会場内に地上一般放送局1局が設置されていた。
| 免許人           | 局名               | 呼出符号     | 物理ch | 周波数        | 空中線電力 | ERP    | 業務区域         |
| ---------------- | ------------------ | ------------ | ------ | ------------- | ---------- | ------ | ---------------- |
| 株式会社仙台放送 | OX仙台港エリア放送 | JOXZ2CO-AREA | 36ch   | 611.142857MHz | 2mW        | 0.69mW | 夢メッセみやぎ内 |